# 新間寿

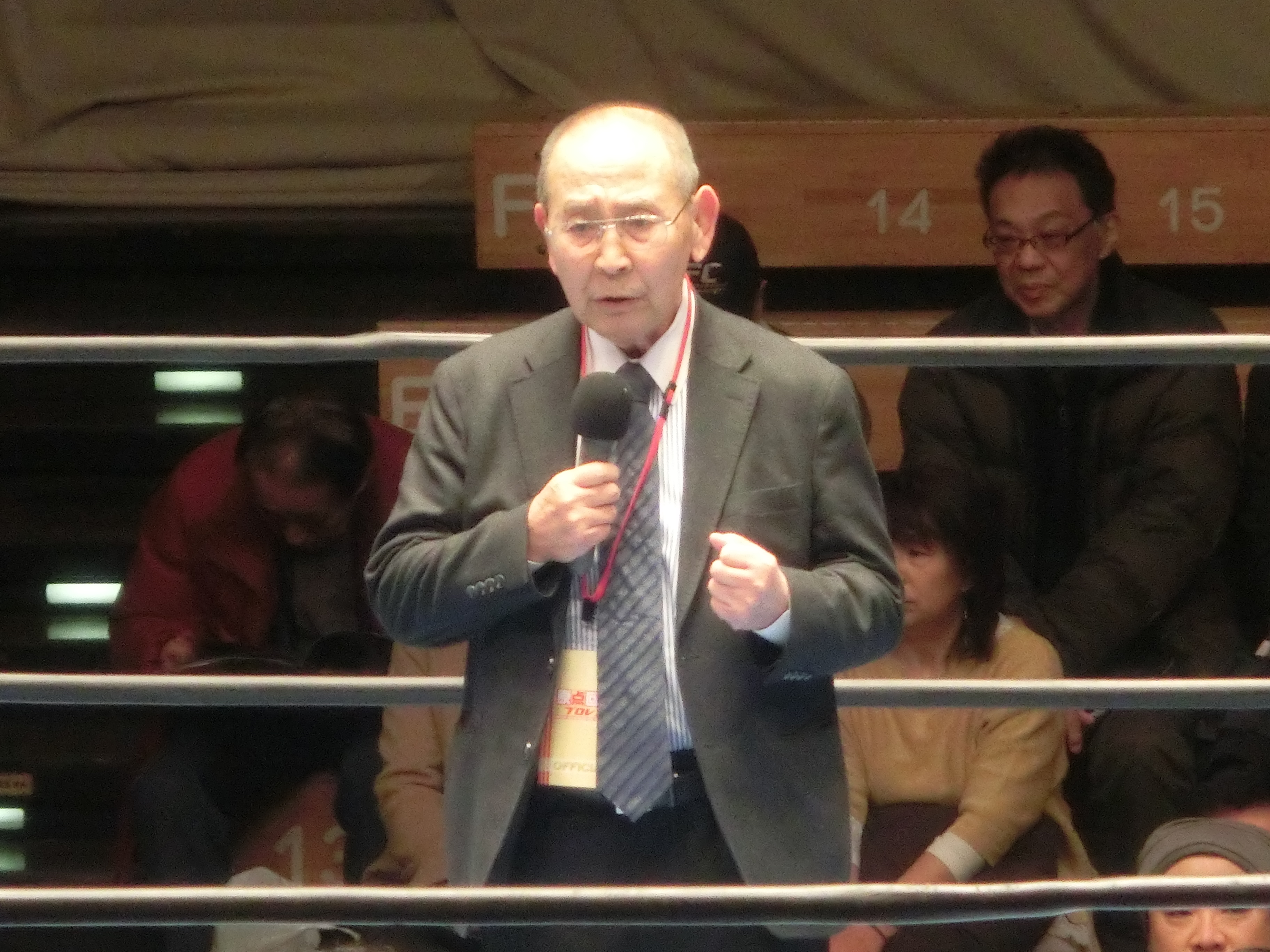
新間寿（2017年12月撮影）

新間 寿（しんま ひさし、1935年〈昭和10年〉3月22日 - 2025年〈令和7年〉4月21日）は、日本の実業家。元新日本プロレス専務取締役営業本部長。元WWF会長。新間事務所代表取締役社長、リアルジャパンプロレス会長を務めた。
実父は東京プロレスを立ち上げ、新日本プロレス役員も務めた新間信雄。息子の新間寿恒もユニバーサル・プロレスリング（のちにFULLと改称）を立ち上げるなどプロレス業界の裏方で活躍した。元参議院議員でタレントの新間正次は従兄弟、声優の高山みなみは姪にあたる。

## 来歴
1935年、東京都新宿区で生まれる。
中央大学入学後、柔道部に所属。その傍ら、強い男に憧れを抱く新間はボディビル練習生として当時日本橋人形町にあった日本プロレスの道場へ通った。胸と腕の筋肥大を目標に掲げ、力道山から「3ヵ月間、おまえはベンチプレスだけをやれ」と命じられる。当初は40kgもままならないウエイトが55kgまで上がるようになった（当時はベンチプレスが一般に浸透していなかった）。この時、新間の人生をのちに左右する豊登と面識を得る。
昭和の巌流島では自身が柔道経験者ということもあり、日本プロレスの練習生ながら木村政彦を応援した。大学卒業後、ポンジー化粧品本舗へ入社。福岡出張所勤務を経て、小倉出張所へ転勤するも会社が倒産し、大手化粧品メーカーであるマックスファクターへ転職。サラリーマン生活を送る1966年、豊登の誘いをうけて、実父である信雄（当時は寺の住職だった）と共に東京プロレスの立ち上げに携わった。これを機にアントニオ猪木との縁が生まれ、東京プロレス倒産を理由に父から勘当を言い渡される。その後、小来川鉱山の鉱夫として極寒のへき地で4年間にわたり鉱山労働に従事。東京へ戻った新間は、ダイナパワーという自動車の燃費を向上させる器具を販売するセールスマンとなった。豊登とともに全国行脚したが、新間の稼いだ金は豊登がギャンブルで散財してしまう。今度は寿屋パン店の経営に着手するが、再び豊登の面倒を見つつ働くはめとなった。
上記を経た1972年、新日本プロレスへ入社。専務取締役営業本部長の肩書きで、猪木の右腕として数々の名勝負を実現へ導いた。最大の功績は「アントニオ猪木対モハメド・アリ」戦である。また、佐山聡をタイガーマスクとして現実世界に登場させ、IWGPの構想を提唱するなど、新日本プロレスに残した足跡は計り知れない。こうした実績から「過激な仕掛人」の異名で呼ばれた。
福田赳夫は「常在戦場。常に戦いの場に挑む猪木君の良き参謀として、猪木君の最高の戦いの場を模索し、多くのファンを楽しませ、数々のドラマを作り上げた」と評している。1980年代前半の全盛期には「プロレスブームではなく、新日本プロレスブーム」という発言を残した（1980年代にはライバルである全日本プロレスの中継が新日本より先にゴールデンタイムから撤退、第三団体の国際プロレスに至っては1981年夏に崩壊した）。アリ戦における巨額赤字が問題視され形式上降格の時期があったが、変わらず辣腕を振るっていた。
1983年、『新日本クーデター未遂事件』の責任をとる形で、営業本部長を解任（猪木も代表取締役社長を一時解任された）。新間は営業部長の大塚直樹から「クーデターには猪木、坂口征二、自身以外の全員が関与している」と聞かされるが、下関に雲隠れした佐山の関与はあるはずがないと考えていた。当時の週刊誌は「クーデターはタイガーがやった」と報道したが、のちに佐山は新間との対談で関与を否定している。
解任に際してジャパンライフ（磁気治療器、寝具、羽毛布団などの製造・卸・販売業）の政治連盟幹事長職に就く。同社関係者により、解任前における新日本での月給80万円を超える120万円を月給とする旨が決められた。その後、新設したUWFが1年ほどで崩壊するも、新日本の裏方を続けた。猪木がNWA加盟を拒否されたため、新日本代表としてNWAの名義人となっていたのは新間と坂口征二であった。
また、その手腕を買われてジャパン女子プロレスの経営にも携わり、子飼い的存在だったグラン浜田をコーチとして送り込んでいる。ジャパン女子プロレスの経営不振に際しては、空手の士道館や男子プロレスなどを融合した『格闘技連合』としての団体再建プランも画策していたとされる。
息子である寿恒が代表兼プロモーターを務めたユニバーサル・プロレスリングでは、同団体の役職ではないものの、選手である浅井嘉浩（現：ウルティモ・ドラゴン）のSWS移籍騒動の際に団体代表として、当時のSWS社長・天龍源一郎に対して直談判するなど、団体への影響力を保持していた。
2019年、WWE殿堂のレガシー部門に迎えられた。日本のフロントで唯一の殿堂入りでもあった。
晩年もリアルジャパンプロレス会長やストロングスタイルプロレス代表理事を務めるなど、積極的に活動した。2025年3月下旬、新型コロナウイルス感染症により都内の病院に入院。一時は回復し退院するが、肺炎を発症し都内の自宅で療養するも、同年4月21日午後6時47分に死去。90歳没。同月30日、新宿区の感通寺（かつて父・信雄が住職を務めていた）にて葬儀が執り行われた。戒名は「金剛院信定日壽居士位」。

## スポーツ平和党結成から猪木告発そして和解まで
- 1989年、猪木が立ち上げたスポーツ平和党の幹事長に就任。1992年、第16回参議院議員通常選挙にて比例代表より名簿順位3位で立候補し落選。
  - 猪木の税金未納疑惑が発覚すると江本孟紀副党首から金銭疑惑を追及される。党の行方が注目されるなか、政治評論家の菊池久から"親密な仲"と噂された佐藤久美子公設第一秘書が記者会見を行い決別を宣言。その後、新間も袂を分かち一時は猪木の告発本を執筆した。
  - 平素より「私はアントニオ猪木とプロレスの悪口を言ったことがない」と公言し、告発の対象は「一個人としての猪木寛至」であり、「プロレスラー・アントニオ猪木」ではないと発言。しかし、スポーツ平和党幹事長だった1995年、告発本の出版予定日を繰り上げて記者会見を行い「女性の方は耳をふさいでください・・・アントニオ猪木のPKO・・・それはパンパン、来い来い、おまんちょやろう」と発言、その模様がTBSで全国生中継された（この放送をリングス関係者が偶然目にし、「猪木さんが大変なことになってますよ!」と前田日明へ伝えたが「いつものことや! そのうち仲直りするわ」と、まったく取り合わなかったという）。また、猪木の秘書を便所に連れこみ平手打ちをするなどワイドショーが連日取り上げた。
- 猪木落選後は、猪木・新日本プロレス双方と疎遠となるが、2002年に東京スポーツ新聞社の桜井康雄元取締役が間を取り持ち猪木と新間電撃和解と報道される。猪木事務所のアドバイザーとして復帰した新間は、ジャングルファイトをプロデュース。翌2003年の新日本プロレス東京ドーム大会ではおよそ20年ぶりにリングに上り、その存在をアピールした。
- 「天下のプロレスご意見番」として雑誌などに登場し、プロレス界に苦言を呈している。
  - 「暴露本」を刊行したミスター高橋を激しく非難し、当該本が自身の元に届いた際は引き破ったという。ただし、新間が「これこの通り猪木のビッグマッチはほとんどミスター高橋以外が裁いている」[20]と言って提示した試合一覧の大半が他流試合と異種格闘技戦（つまり新日本側・プロレス側である高橋が裁くのはあり得ない試合）だった。また、高橋の「今の新日本プロレスに猪木さんをポンと入れたらどうなるか?と想像もした。おそらく猪木さんはついていけないでしょう。私個人は猪木さんのプロレスが一番好き。でもそんな時代も遠ざかりつつあることをこの目で確認した」という、現在のプロレスファンに迎合し、猪木を貶める発言に立腹している[21]。
- かつて辣腕をふるっていた新日本プロレスには愛憎複雑な思いを抱いていたらしく、ブシロード体制となった現在の新日本プロレスには晩年まで批判的なコメントを言い続けていた。それゆえ2022年に新日本プロレスが創立50周年の旗揚げ50周年記念セレモニーを開いた際には多数のOBが招かれていたが、新間が招待されることはなかった。

## その他
- WWE創業者一族のマクマホン家とは家族ぐるみで親交がある。特にビンス・マクマホン・シニアとの交流は広く知られた。シニアが亡くなる直前、新日本に立会人として来日した際のパーティにて「ここに私の友人である新間がいないことは寂しい」とあいさつでコメントしている。その時の新間は、プロレスの表舞台で活動していない時期だった。シニアの訃報を聞いた際の雑誌インタビューでは、追悼とともにシニアの当該コメントに対する謝意を示している。
- メキシコUWAの初代代表であるフランシスコ・フローレス、2代目代表のカルロス・マイネスから絶大な信頼を得ていた。新間の提唱したIWGP構想に賛同したうえで参加し、律儀にもメキシコ予選リーグ戦を開催した。IWGPリーグ戦第一回大会において、予選を勝ち抜いて本選に出場したのは、アジア代表の猪木、キラー・カーン、中南米代表のカネック、エンリケ・ベラのみである。
- アントニオ猪木とは「腐れ縁」ともいえる関係だが、上述した猪木に対する告発も含め、たびたび袂を分かっている。1967年の東京プロレス倒産における、猪木側・豊登側双方による責任の擦り合いの際に、信雄・寿の父子は豊登側を支持している。豊登および信雄・寿は猪木側から「3千万円の業務上背任横領容疑」で警察に告発されている[6]。
- 新日本時代の部下でもある大塚直樹（元営業部長）とはクーデター未遂事件で一時袂を分かったが、大塚が独立し「新日本プロレス興行」（のちのジャパンプロレス）を設立した際に和解。ジャパンプロレス崩壊後の大塚は、新間と共にジャパン女子プロレスの経営や『格闘技連合』への参画、ユニバーサル・プロレスの最高顧問に名を連ねている[22][23]。
- 大仁田厚と密接に関わった時期がある。『格闘技連合』設立の際、グラン浜田と共に大仁田を同団体における男子部門の手駒として構想していた。当時ジャパン女子プロレスの営業部員だった大仁田と、レフェリー兼コーチである浜田との間で発生した遺恨をギミックとして試合を組んだのは、新間の仕掛けとされている[13]。

その後、大仁田が「FMW」を旗揚げした際に『格闘技連合』構想の枠組みとして、新間と大塚がFMWの顧問に一時名前を連ねていた。しかし、旗揚げ会見にて乱入した青柳政司が大仁田と騒ぎを起こし、懇意だったホテルの金屏風を破壊してホテル側から補修費用を請求され、救急車や警察が出動する事態となり面子を潰されてしまう（一連の騒動は大仁田が仕掛けたという噂もあった）。また、旗揚げ直後からデスマッチ志向の強い試合スタイルなどが格闘技路線と大きく乖離していたことから、大仁田との関係が悪化して決別する。その後、当時都内の広告代理店に勤務していた息子の寿恒と共にメキシコのルチャリブレを主体としたプロレス団体『ユニバーサル・プロレス』設立へ向けて舵を切った。
- 1991年9月、ユニバーサルの所属選手だった浅井嘉浩が移籍し、メキシコの主戦場がUWAからCMLL（現・CMLL）となる。その直後、SWSとEMLLとの業務提携が成立したことで、日本での主戦場もSWSへ移すこととなった。一因として、ユニバーサル時代には選手が試合で頭部を打ちつけ嘔吐するなどの危険な状況でも団体側が適切な対応をとらなかったかったからとも言われている。新間は「こんな身勝手な話があるか！こうなったらSWSの事務所に乗り込んで天龍に直談判して白黒をキッチリつけてやる」と宣言。その後、ある人物を仲介役として天龍との会談が実現。同席上における天龍は、弁解せずに誠意を見せ、騒動を謝罪したことから新間は翻意し浅井のSWS移籍を承諾。そのうえで「本当に器の大きい素晴らしい人物」と天龍の人柄を絶賛した。のちに天龍は、アントニオ猪木との対戦を望んだ要望書を新間に託している[25]。
- TV番組『開運!なんでも鑑定団』にて猪木VSアリ戦の品(調印書のような書類)を持参し、350万円の値が付けられた。

## エピソード
- マックスファクター時代は、勝利者賞としてレスラーに自社商品を提供していた。
- IWGP構想を"世界制覇の大野望"と評し、リング上で発表する新間に対して"過激な仕掛け人"と呼んだのは、テレビ朝日アナウンサー時代の"過激なアナウンサー"こと古舘伊知郎だった。

## 新間寿監禁事件
新間は、1983年の「アントニオ猪木監禁事件」を、実は「新間寿監禁事件」であったと主張している。
1981年、名古屋で空手道場を営む水谷征夫から猪木に挑戦状が届いたことがきっかけとなる。水谷が「殺し合い」と喧嘩腰で対戦を迫るため新間はきっぱり断るも、水谷側が収まらず、挑戦表明はマスコミへも知られていく。紆余曲折を経て開かれた名古屋のホテルでの会談にて、自分たちの流派を広めたいという水谷に対し、新間は新たな空手の流派創設を提案し、「寛水流」が生まれた。
その後、寛水流の知名度は上がったが、1983年2月、新日本プロレス大阪府立体育会館大会の日に事件は起きる。新間は同じホテルに宿泊していた梶原一騎から自室へ来るよう促された。部屋には梶原のほか、士道館の添野義二とその門下生（のちの士道館9番隊隊長・土橋雄二など）、さらに暴力団員と思しき数人が待機していた。支部長と呼ばれる男がいきなり「猪木を呼べ」と恫喝し、やむなく梶原の部屋にいることを伝えて猪木を呼び出すと、支部長は「梶原先生が極真をやっているのに寛水流とは何事だ!」とまくし立てる。すると猪木は「寛水流のことなら新間の方が詳しいから」と言い残し自室へ戻ってしまった。
ひとり部屋に残された新間は朝まで罵詈雑言を浴びながら監禁されたが、その間の猪木は我関せずだったという。事件の事情聴取を受けた新間は暴力を受けておらず、梶原や添野からは何の被害も受けていないし、被害届も出していないと話し、彼らの釈放を求める陳述書を執筆した。

## 著書・参考文献
- リングの目激者（竹内宏介、桜井康雄との共著） 都市と生活社  1983年3月
- プロレス仕掛人は死なず　みき書房　1984年4月
- 『これがジャパンライフの真実だ! : 21世紀の流通に挑む不滅のJLシステム』青山書房、1986年6月30日。
- アントニオ猪木の伏魔殿 - 誰も書けなかったカリスマ「闇素顔」-　徳間書店　2002年4月
- 新・リングの目激者 歴史の証人（竹内宏介、桜井康雄との共著） 日本スポーツ出版社 2004年3月
- 『日本プロレス史の目撃者が語る真相! 新間寿の我、未だ戦場に在り!＜獅子の巻＞』ダイアプレス、2016年9月